# Андре Маканга
Андре Маканга (порт. André Macanga, нар. 14 травня 1978, Луанда) — ангольський футболіст, що грав на позиції півзахисника. По завершенні ігрової кар'єри — тренер.
Виступав, зокрема, за клуби «Боавішта» та «Аль-Кувейт», а також національну збірну Анголи.

## Клубна кар'єра
Народився в столиці Анголи, Луанді. У юному віці разом з батьками емігрував до Португалії, де й розпочав займатися футболом. Розпочав кар'єру футболіста в аматорському клубі «Арріфаненсе», при цьому суміщав футбол з роботою листоноші. У 1998 році перейшов до «Вілановенсе», а рік по тому приєднався до клубу «Салгейруш» з міста Порту. У складі цього клубу дебютував у Прімейра-Лізі й допоміг клубу залишитися в елітному дивізіоні. У 2000 році приєднався до «Алверки», яка зайняла 12-те місце в лізі, а в 2001 році перейшов до іменитішого клубу, «Віторія» (Гімарайнш), яка завершила сезон на дев'ятій позиції. У 2002 році Андре знову змінив команду, цього разу перейшов до «Академіки», якій допоміг зберегти своє місце у вищому дивізіоні чемпіонату Португалії. Своєю стабільною грою та 4-ма забитими м'ячами привернув увагу представників тренерського штабу одного з найсильніших клубів Португалії, клубу «Боавішти» (Порту), до складу якої приєднався 2003 року. Відіграв за клуб з Порту наступний сезон своєї ігрової кар'єри. Загалом «Боавішта» продемонструвала слабкий результат, посівши лише 8-ме місце, при цьому Маканга не демонстрував такої гри, як у клубі з Коїмбри.
У 2004 році Маканга відправився до Туреччини, де виступав у місцевому «Ґазіантепспорі». В турецькому клубі став основним гравцем, а його команда фінішувала в чемпіонаті на 9-му місці. З 2006 року виступав у кувейтському клубі «Аль-Кувейт». У складі цієї команди в 2006 та 2007 роках ставав переможцем національного чемпіонату.
У 2010 році перейшов до іншого кувейтського клубу, «Аль-Джахра». Завершив професійну кар'єру гравця у катарському клубі «Аль-Шамаль», за команду якого виступав протягом 2013 року.

## Виступи за збірну
1999 року дебютував у складі національної збірної Анголи. 16 листопада 2003 року дебютував в офіційних матчах у футболці збірної Анголи (у переможному поєдинку з Чадом, 2:0). У 2006 році був викликаний до табору збірної Анголи для участі в Кубка африканських націй 2006 року, який проходив в Єгипті, але ангольська збірна на цьому турнірі посіла останнє місце в групі. Того ж року поїхав на чемпіонату світу з футболу до Німеччини. На цьому турнірі був ключовим футболістом, зіграв у першому матчі проти Португалії (0:1), в якому отримав жовту картку, а також у другому проти Мексики (0:0), де на 79-ій хвилині отримав червону картку, через що пропустив поєдинок проти Ірану. Протягом кар'єри у національній команді, яка тривала 14 років, провів у формі головної команди країни 70 матчів, забивши 2 м'ячі.
У складі збірної також був учасником Кубка африканських націй 2008 року у Гані, Кубка африканських націй 2012 року у Габоні та Екваторіальній Гвінеї.

## Кар'єра тренера
Розпочав тренерську кар'єру відразу ж по завершенні кар'єри гравця, 2013 року, увійшовши до тренерського штабу клубу Ангола. У 2016 році був головним тренером збірної Ангола. З 2017 року — головний тренер ФК «Кабінда» з однойменного ангольського міста.

## Титули і досягнення
- Чемпіонат Кувейту: 2005-06, 2006-07, 2007-08
- Володар Кубка Еміра Кувейту: 2008-09
- Володар Кубка наслідного принца Кувейту: 2008
- Володар Кубка Федерації футболу Кувейту: 2009-10
- Володар Суперкубка Кувейту з футболу: 2010
- Переможець Кубка АФК: 2009

## Статистика

### Клубна
| Сезон   | Клуб                  | Країна     | Змагання                           | Матчі | Голи |
| ------- | --------------------- | ---------- | ---------------------------------- | ----- | ---- |
| 1997/98 | «Арріфаненсе»         | Португалія | 4 ліга                             | ?     | ?    |
| 1998/99 | «Вілановенсе»         | Португалія | 4 ліга                             | ?     | ?    |
| 1999/00 | «Салгейруш»           | Португалія | Прімейра-Ліга                      | 27    | 0    |
| 2000/01 | «Алверка»             | Португалія | Прімейра-Ліга                      | 20    | 1    |
| 2001/02 | «Віторія» (Гімарайнш) | Португалія | Прімейра-Ліга                      | 17    | 1    |
| 2002/03 | «Академіка»           | Португалія | Прімейра-Ліга                      | 32    | 4    |
| 2003/04 | «Боавішта»            | Португалія | Прімейра-Ліга                      | 21    | 0    |
| 2004/05 | «Ґазіантепспор»       | Туреччина  | Суперліга                          | 24    | 1    |
| 2005/06 | «Аль-Кувейт»          | Кувейт     | 1 ліга                             | 14    | 0    |
| 2006/07 | «Аль-Кувейт»          | Кувейт     | 1 ліга                             | 19    | 4    |
| 2007/08 | «Аль-Кувейт»          | Кувейт     | 1 ліга                             | 17    | 2    |
| 2008/09 | «Аль-Кувейт»          | Кувейт     | 1 ліга                             | 22    | 3    |
| 2009/10 | «Аль-Кувейт»          | Кувейт     | 1 ліга                             | 22    | 1    |
| 2010/11 | «Аль-Джахра»          | Кувейт     | 1 ліга                             | 29    | 2    |
|         |                       |            | Загалом у португальській Суперлізі | 117   | 6    |
|         |                       |            | Загалом у турецькій Сперлізі       | 24    | 1    |

### У збірній
| національна збірна Анголи | національна збірна Анголи | національна збірна Анголи |
| Рік                       | Матчі                     | Голи                      |
| ------------------------- | ------------------------- | ------------------------- |
| 1999                      | 2                         | 0                         |
| 2000                      | 0                         | 0                         |
| 2001                      | 1                         | 0                         |
| 2002                      | 5                         | 0                         |
| 2003                      | 5                         | 0                         |
| 2004                      | 7                         | 0                         |
| 2005                      | 7                         | 0                         |
| 2006                      | 10                        | 0                         |
| 2007                      | 4                         | 1                         |
| 2008                      | 13                        | 0                         |
| 2009                      | 7                         | 1                         |
| 2010                      | 1                         | 0                         |
| 2011                      | 4                         | 0                         |
| 2012                      | 4                         | 0                         |
| Загалом                   | 70                        | 2                         |

### Голи за збірну
| 1.                            | 17 листопада 2007 | Стад Поль Фішер, Мелен, Франція                           | Кот-д'Івуар | 2–1 | Перемога | Товариський матч |
| 2.                            | 10 жовтня 2009    | Ештадіу Муніципал, Віла-Реал-де-Санту-Антоніу, Португалія | Мальта      | 2–1 | Перемога | Товариський матч |
| Станом на 9 березня 2017 року |                   |                                                           |             |     |          |                  |